# Sławomir Majewski
Sławomir Majewski (ur. 9 kwietnia 1956 w Kielcach, zm. 14 marca 2022) – polski uczony, profesor nauk medycznych. Ukończył I Liceum Ogólnokształcące im. S. Żeromskiego w Kielcach. Specjalizował się w alergologii, dermatologii, oraz wenerologii. Prowadził badania związane między innymi z zakażeniami wirusem HPV. Członek korespondent krajowy Polskiej Akademii Nauk od 2002 roku, członek rzeczywisty tej instytucji od 2016 roku. Był również członkiem Polskiego Towarzystwa Dermatologicznego, oraz pracownikiem Katedry Dermatologii i Wenerologii Warszawskiego Uniwersytetu Medycznego. Tytuł profesora nadano mu 27 grudnia 1993 roku.

## Wybrane prace
Był recenzentem i promotorem szeregu prac z zakresu medycyny, w tym między innymi:
- Strukturalno-funkcjonalne powiązanie jądrowej aktyny i białka SATB1 w procesie indukowanej śmierci komórek
- Patogenetyczne i kliniczne znaczenie polimorfizmów genów oraz stężeń w surowicy wybranych cytokin, chemokin i czynników wzrostu u pacjentów z rakiem podstawnokomórkowym skóry
- Znaczenie i częstość uczulenia kontaktowego u dzieci chorych na atopowe zapalenie skóry ze szczególnym uwzględnieniem nadwrażliwości na składniki kosmetyków
- Wybrane parametry aktywacji odpowiedzi komórkowej w kile, ze szczególnym uwzględnieniem kiły układu nerwowego
- Wpływ zakażenia ludzkim wirusem brodawczaka oraz wybranych czynników morfologicznych, immunologicznych i biochemicznych na proces karcynogenezy w obrębie szyjki macicy
- Analiza skuteczności miejscowego leczenia łojotokowego zapalenia skóry preparatami cyklopiroksolaminy, metronidazolu i takrolimusu
- Ocena kosmetycznej przydatności przetworzonych wytłoków z nasion oleistych
- Wpływ agonistów i antagonistów receptorów jądrowych retinoidów na proliferację i zdolności angiogenne keratynocytów
- Charakterystyka retrowirusa mysiego o powinowactwie do komórek śródbłonka naczyń krwionośnych jako potencjalnego narzędzia w terapii genowej chorób skóry przebiegających z zaburzeniami angiogenezy
- Badania nad rolą p53 i apoptozą w epidermodysplasia verruciformis

## Nagrody i wyróżnienia
W trakcie swojej kariery naukowej wielokrotnie uhonorowany licznymi nagrodami i wyróżnieniami, w tym:
- Nagrodą Wydziału Nauk Medycznych PAN (1998),
- Międzynarodową Nagrodą Naukową w Dziedzinie Dermatologii i Wenerologii im. Emanuele Stablum w Rzymie (1992),
- Nagrodą Ministra Zdrowia (czterokrotnie),
- Nagrodą Rektora Akademii Medycznej w Warszawie,
- Złotym Krzyżem Zasługi (2010),
- Medalem Komisji Edukacji Narodowej (2006).